# Distretto di Huamanguilla
Il distretto di Huamanguilla è uno degli otto distretti della provincia di Huanta, in Perù. Si trova nella regione di Ayacucho e si estende su una superficie di 88,03 chilometri quadrati.

Ha per capitale la città di Huamanguilla e nel censimento del 2005 contava 4.812 abitanti.